# Гилман, Николас
Николас Гилман (англ. Nicholas Gilman; 3 августа 1755 — 2 мая 1814) — американский политический деятель.
Служил в Континентальной армии в течение Американской Революционной Войны, делегат Континентального Конгресса, подписал Конституцию США. Он вошёл в состав Конгресса США в течение первых четырёх Конгрессов и служил в Сенате США с 1804 до своей смерти.
Родился в богатой и известной семье в Нью-Гемпшире.
Служил в Континентальной армии, после войны вернулся домой, работал в отцовской лавке и участвовал в политической жизни штата.
Был делегатом Континентального конгресса, хотя посещал мало заседаний.
На Филадельфийский конвент опоздал и с речами не выступал.
Способствовал ратификации Конституции штата Нью-Гемпшир.
Избирался в Палату представителей как федералист, а затем в Сенат как республиканец.